# Aidemedia
Aidemedia James & Olson, 1991 è un genere estinto di uccelli passeriformi della famiglia Fringillidae.

## Tassonomia
Il nome scientifico del genere, Aidemedia, venne scelto in omaggio alla paleontologa dilettante Joan Aidem (cui si somma il cognome della stessa scritto al contrario, a dare un palindromo), che negli anni '70 portò alla luce numerosi resti di animali hawaiiani estinti.

## Descrizione
Le specie ascritte al genere sono note solo attraverso il ritrovamento di resti subfossili, dai quali si evince che si trattava di uccelletti di una quindicina di centimetri di lunghezza, muniti di un becco lungo e lievemente ricurvo (simile a quello dell'estinto amakihi maggiore) e di forti muscoli mascellari.

## Biologia
Molto verosimilmente si trattava di uccelli dalle abitudini diurne e insettivore, che interpretando la conformazione del becco (simile a quella degli storni) cercavano il cibo inserendo il becco nel substrato (terreno, corteccia, legno marcio, fogliame) e cercavano di spiegarlo, dilatando l'apertura creata per poter poi estrarre il cibo.

## Distribuzione e habitat
La distribuzione delle specie ascritte a questo genere è piuttosto peculiare: mentre le specie chaseax e zanclops vivevano in simpatria su Oahu (al punto che è stato ipotizzato che possa trattarsi di esemplari della stessa specie ma di sesso diverso, un caso estremo di dimorfismo sessuale analogo a quello che poteva essere osservato nell'huia neozelandese), la specie lutetiae colonizzava le isole di Maui e Molokai.

## Tassonomia
Al genere vengono ascritte tre specie, tutte estinte:
- Aidemedia chascax James & Olson, 1991
- Aidemedia lutetiae James & Olson, 1991
- Aidemedia zanclops James & Olson, 1991

Non sono ancora state ben studiate le relazioni di questi uccelli con gli altri Drepanidini, sebbene la conformazione del becco suggerirebbe un'affinità con le specie dal becco più sottile (clade corrispondente al taxon obsoleto degli Hemignathini).